# Junsele Idrottsförening
O Junsele Idrottsförening, ou simplesmente Junsele IF, é um clube de futebol da Suécia fundado em 1908. Sua sede fica localizada em Junsele.